# Gostyń Łobeski
Gostyń Łobeski (do 1945 niem. Justin) – wieś sołecka w Polsce położona w województwie zachodniopomorskim, w powiecie gryfickim, w gminie Płoty.
W latach 1975–1998 miejscowość administracyjnie należała do województwa szczecińskiego.
Znajduje się tu zabytkowy kościół Matki Bożej Różańcowej zbudowany z pruskiego muru, podobnie jak kilka okolicznych domów. Przy kościele stoi drewniana dzwonnica z dwoma dzwonami. Na placu przed kościołem stoi stara lipa o obwodzie 6 metrów. Przez wieś przepływa rzeka Rekowa, która tworzy liczne zakola. Na obrzeżach wsi znajdują się ruiny dawnego majątku ziemskiego, przy którym usytuowany jest park. Można w nim znaleźć dęby, buki i rzadki w tym regionie cis.
Po wojnie w Gostyniu Łobeskim, w przeciwieństwie do okolicznych wsi, nie powstało Państwowe Gospodarstwo Rolne.
W 2002 roku wieś (z osadą Gostyński Bród) liczyła 21 mieszkalnych budynków, w nich 24 mieszkań ogółem, z nich 23 zamieszkane stale. Z 23 mieszkań zamieszkanych 12 mieszkań wybudowano przed 1918 rokiem, 9 — między 1918 a 1944 rokiem, 1 — między 1945 a 1970 i 1 — między 1971 a 1978.
Od 92 osób 30 było w wieku przedprodukcyjnym, 30 — w wieku produkcyjnym mobilnym, 12 — w wieku produkcyjnym niemobilnym, 20 — w wieku poprodukcyjnym. Od 70 osób w wieku 13 lat i więcej 8 mieli wykształcenie średnie, 24 — zasadnicze zawodowe, 26 — podstawowe ukończone i 12 — podstawowe nieukończone lub bez wykształcenia.

## Ludność[1]
W 2011 roku wo wsi żyło 98 osób, z nich 52 mężczyzn i 46 kobiet; 30 było w wieku przedprodukcyjnym, 37 — w wieku produkcyjnym mobilnym, 21 — w wieku produkcyjnym niemobilnym, 10 — w wieku poprodukcyjnym.